# Deelnemers UEFA-toernooien Luxemburg
Onderstaande tabellen bevatten de deelnemers aan de UEFA-toernooien uit  Luxemburg.

## Mannen
NB Klikken op de clubnaam geeft een link naar het Wikipedia-artikel over het betreffende toernooi in het betreffende seizoen.
| Seizoen | Europacup I          | Europacup II                                                         | Jaarbeursstedenbeker                                     |               |
| ------- | -------------------- | -------------------------------------------------------------------- | -------------------------------------------------------- | ------------- |
| 1956/57 | Spora Luxemburg      |                                                                      |                                                          |               |
| 1957/58 | Stade Dudelange      |                                                                      |                                                          |               |
| 1958/59 | Jeunesse Esch        |                                                                      |                                                          |               |
| 1959/60 | Jeunesse Esch        |                                                                      |                                                          |               |
| 1960/61 | Jeunesse Esch        |                                                                      |                                                          |               |
| 1961/62 | Spora Luxemburg      | Alliance Dudelange                                                   |                                                          |               |
| 1962/63 | Union Luxemburg      | Alliance Dudelange                                                   | Aris Bonnevoie                                           |               |
| 1963/64 | Jeunesse Esch        | Union Luxemburg                                                      | Aris Bonnevoie                                           |               |
| 1964/65 | Aris Bonnevoie       | Union Luxemburg                                                      | Spora Luxemburg                                          |               |
| 1965/66 | Stade Dudelange      | Spora Luxemburg                                                      | Union Luxemburg                                          |               |
| 1966/67 | Aris Bonnevoie       | Spora Luxemburg                                                      | Union Luxemburg                                          |               |
| 1967/68 | Jeunesse Esch        | Aris Bonnevoie                                                       | Spora Luxemburg                                          |               |
| 1968/69 | Jeunesse Esch        | US Rumelange                                                         | Union Luxemburg                                          |               |
| 1969/70 | Avenir Beggen        | Union Luxemburg                                                      | Jeunesse Esch                                            |               |
| 1970/71 | Jeunesse Esch        | Union Luxemburg                                                      | US Rumelange                                             |               |
| Seizoen | Europacup I          | Europacup II                                                         | UEFA Cup                                                 |               |
| 1971/72 | Union Luxemburg      | Jeunesse Hautcharage                                                 | Aris Bonnevoie                                           |               |
| 1972/73 | Aris Bonnevoie       | Red Boys Differdange                                                 | US Rumelange                                             |               |
| 1973/74 | Jeunesse Esch        | Fola Esch                                                            | Union Luxemburg                                          |               |
| 1974/75 | Jeunesse Esch        | Avenir Beggen                                                        | Red Boys Differdange                                     |               |
| 1975/76 | Jeunesse Esch        | US Rumelange                                                         | Avenir Beggen                                            |               |
| 1976/77 | Jeunesse Esch        | Aris Bonnevoie                                                       | Red Boys Differdange                                     |               |
| 1977/78 | Jeunesse Esch        | Progrès Niedercorn                                                   | Red Boys Differdange                                     |               |
| 1978/79 | Progrès Niedercorn   | Union Luxemburg                                                      | Jeunesse Esch                                            |               |
| 1979/80 | Red Boys Differdange | Aris Bonnevoie                                                       | Progrès Niedercorn                                       |               |
| 1980/81 | Jeunesse Esch        | Spora Luxemburg                                                      | Red Boys Differdange                                     |               |
| 1981/82 | Progrès Niedercorn   | Jeunesse Esch                                                        | Red Boys Differdange                                     |               |
| 1982/83 | Avenir Beggen        | Red Boys Differdange                                                 | Progrès Niedercorn                                       |               |
| 1983/84 | Jeunesse Esch        | Avenir Beggen                                                        | Aris Bonnevoie                                           |               |
| 1984/85 | Avenir Beggen        | Union Luxemburg                                                      | Red Boys Differdange                                     |               |
| 1985/86 | Jeunesse Esch        | Red Boys Differdange                                                 | Avenir Beggen                                            |               |
| 1986/87 | Avenir Beggen        | Union Luxemburg                                                      | Jeunesse Esch                                            |               |
| 1987/88 | Jeunesse Esch        | Avenir Beggen                                                        | Spora Luxemburg                                          |               |
| 1988/89 | Jeunesse Esch        | Avenir Beggen                                                        | Union Luxemburg                                          |               |
| 1989/90 | Spora Luxemburg      | Union Luxemburg                                                      | Jeunesse Esch                                            |               |
| 1990/91 | Union Luxemburg      | Swift Hesperange                                                     | Avenir Beggen                                            |               |
| 1991/92 | Union Luxemburg      | Jeunesse Esch                                                        | Spora Luxemburg                                          |               |
| Seizoen | Champions League     | Europacup II                                                         | UEFA Cup                                                 | Intertoto Cup |
| 1992/93 | Union Luxemburg      | Avenir Beggen                                                        | Spora Luxemburg                                          |               |
| 1993/94 | Avenir Beggen        | F91 Dudelange                                                        | Union Luxemburg                                          |               |
| 1994/95 | Avenir Beggen        | F91 Dudelange                                                        | CS Grevenmacher                                          |               |
| 1995/96 |                      | CS Grevenmacher                                                      | Avenir Beggen Jeunesse Esch                              |               |
| 1996/97 |                      | Union Luxemburg                                                      | CS Grevenmacher Jeunesse Esch                            |               |
| 1997/98 | Jeunesse Esch        | Union Luxemburg                                                      | CS Grevenmacher                                          |               |
| 1998/99 | Jeunesse Esch        | CS Grevenmacher                                                      | Union Luxemburg                                          | CS Hobscheid  |
| Seizoen | Champions League     | UEFA Cup                                                             | Intertoto Cup                                            |               |
| 1999/00 | Jeunesse Esch        | F91 Dudelange FC Mondercange                                         | Union Luxemburg                                          |               |
| 2000/01 | F91 Dudelange        | CS Grevenmacher Jeunesse Esch                                        | CS Hobscheid                                             |               |
| 2001/02 | F91 Dudelange        | Etzella Ettelbruck CS Grevenmacher                                   | CS Hobscheid                                             |               |
| 2002/03 | F91 Dudelange        | Avenir Beggen CS Grevenmacher                                        | Union Luxemburg                                          |               |
| 2003/04 | CS Grevenmacher      | Etzella Ettelbruck F91 Dudelange                                     | Union Luxemburg                                          |               |
| 2004/05 | Jeunesse Esch        | Etzella Ettelbruck F91 Dudelange                                     | CS Grevenmacher                                          |               |
| 2005/06 | F91 Dudelange        | Etzella Ettelbruck CS Pétange                                        | Victoria Rosport                                         |               |
| 2006/07 | F91 Dudelange        | Etzella Ettelbruck Jeunesse Esch                                     | CS Grevenmacher                                          |               |
| 2007/08 | F91 Dudelange        | Etzella Ettelbruck UN Käerjeng 97                                    | FC Differdange 03                                        |               |
| 2008/09 | F91 Dudelange        | CS Grevenmacher Racing FC Union Luxemburg                            | Etzella Ettelbruck                                       |               |
| Seizoen | Champions League     | Europa League                                                        |                                                          |               |
| 2009/10 | F91 Dudelange        | FC Differdange 03 CS Grevenmacher UN Käerjeng 97                     |                                                          |               |
| 2010/11 | Jeunesse Esch        | FC Differdange 03 F91 Dudelange CS Grevenmacher                      |                                                          |               |
| 2011/12 | F91 Dudelange        | FC Differdange 03 Fola Esch UN Käerjeng 97                           |                                                          |               |
| 2012/13 | F91 Dudelange ->     | F91 Dudelange FC Differdange 03 CS Grevenmacher Jeunesse Esch        |                                                          |               |
| 2013/14 | Fola Esch            | FC Differdange 03 F91 Dudelange Jeunesse Esch                        |                                                          |               |
| 2014/15 | F91 Dudelange        | FC Differdange 03 Fola Esch Jeunesse Esch                            |                                                          |               |
| 2015/16 | Fola Esch            | FC Differdange 03 F91 Dudelange Progrès Niedercorn                   |                                                          |               |
| 2016/17 | F91 Dudelange        | FC Differdange 03 Fola Esch Jeunesse Esch                            |                                                          |               |
| 2017/18 | F91 Dudelange        | FC Differdange 03 Fola Esch Progrès Niedercorn                       |                                                          |               |
| 2018/19 | F91 Dudelange ->     | F91 Dudelange Fola Esch Progrès Niedercorn Racing FC Union Luxemburg |                                                          |               |
| 2019/20 | F91 Dudelange ->     | F91 Dudelange Fola Esch Jeunesse Esch Progrès Niedercorn             |                                                          |               |
| 2020/21 | Fola Esch ->         | Fola Esch FC Differdange 03 Progrès Niedercorn Union Titus Pétange   |                                                          |               |
| Seizoen | Champions League     | Europa League                                                        | Europa Conference League                                 |               |
| 2021/22 | Fola Esch            | 0                                                                    | F91 Dudelange Racing FC Union Luxemburg Swift Hesperange |               |

### Deelnames
Aantal seizoenen
| 37x Jeunesse Esch 25x Union Luxemburg 24x F91 Dudelange 16x Avenir Beggen 15x CS Grevenmacher 11x FC Differdange 03 11x Fola Esch 11x CA Spora Luxemburg 10x Aris Bonnevoie 10x Progrès Niedercorn 10x Red Boys Differdange 07x Etzella Ettelbruck | 04x US Rumelange 03x CS Hobscheid 03x UN Käerjeng 97 03x Racing FC Union Luxemburg 02x Alliance Dudelange 02x Stade Dudelange 02x Swift Hesperange 01x Jeunesse Hautcharage 01x FC Mondercange 01x CS Pétange 01x Union Titus Pétange 01x Victoria Rosport |

## Vrouwen
NB Klikken op de clubnaam geeft een link naar het Wikipedia-artikel over het betreffende toernooi in het betreffende seizoen.
| Seizoen          | Women's Cup               |
| ---------------- | ------------------------- |
| 2001/02          | Progrès Niedercorn        |
| 2002/03- 2008/09 | geen deelname             |
| Seizoen          | Champions League          |
| 2009/10- 2010/11 | geen deelname             |
| 2011/12          | Progrès Niedercorn        |
| 2012/13- 2014/15 | geen deelname             |
| 2015/16          | Jeunesse Junglinster      |
| 2016/17          | geen deelname             |
| 2017/18          | Sporting Club Bettembourg |
| 2018/19          | geen deelname             |
| 2019/20          | Sporting Club Bettembourg |
| 2020/21          | Racing FC Union Luxemburg |
| 2021/22          | Racing FC Union Luxemburg |

### Deelnames
02x Progrès Niedercorn
02x Sporting Club Bettembourg
02x Racing FC Union Luxemburg
01x FC Jeunesse Junglinster
Albanië ·
Andorra ·
Armenië ·
Azerbeidzjan ·
België ·
Bosnië en Herzegovina ·
Bulgarije ·
Cyprus ·
Denemarken ·
Duitsland ·
Engeland ·
Estland ·
Faeröer ·
Finland ·
Frankrijk ·
Georgië ·
Gibraltar ·
Griekenland ·
Hongarije ·
Ierland ·
IJsland ·
Israël ·
Italië ·
Kazachstan ·
Kroatië ·
Kosovo ·
Letland ·
Liechtenstein ·
Litouwen ·
Luxemburg ·
Malta ·
Moldavië ·
Montenegro ·
Nederland ·
Noord-Ierland ·
Noord-Macedonië ·
Noorwegen ·
Oekraïne ·
Oostenrijk ·
Polen ·
Portugal ·
Roemenië ·
Rusland ·
San Marino ·
Schotland ·
Servië ·
Slovenië ·
Slowakije ·
Spanje ·
Tsjechië ·
Turkije ·
Wales ·
Wit-Rusland ·
Zweden ·
Zwitserland

Historie:
DDR ·
Joegoslavië ·
Saarland ·
Sovjet-Unie ·
Tsjecho-Slowakije